# Länsväg 175
De Zweedse weg 175 (Zweeds: Länsväg 175) is een provinciale weg in de provincie Värmlands län in Zweden en is circa 71 kilometer lang.

## Plaatsen langs de weg
- Säffle
- Nysäter
- Klässbol
- Arvika

## Knooppunten
- E45 bij Säffle (begin)
- E18: gezamenlijk tracé, bij Nysäter
- Riksväg 61 bij Arvika (einde)